# Флеминг, Амалия
Ама́лия, леди Фле́минг (англ. Amalia, Lady Fleming;  урождённая Куцури-Вурекас (англ. Koutsouri-Vourekas, греч. Κουτσούρη-Βουρέκα); 28 июня 1912 года, Константинополь, Османская империя — 26 февраля 1986 года, Афины, Греция) — греческая женщина-врач, общественный и политический деятель.

## Биография
Родилась 28 июня 1912 года в Константинополе. Отец Амалии, Харилаос Куцурис (Χαρίλαος Κουτσούρης) был известным врачом-дерматологом и практиковал в Константинополе, но в 1914 году с началом Первой мировой войны его дом и клиника были экспроприированы турецкими властями, после чего семья была вынуждена бежать в Грецию.
Амалия изучала медицину в Афинском университете, специализировалась в бактериологии. Проложила учёбу в Париже и Лондоне. После окончания учёбы работала в одной из городских больниц Афин. Во время Второй мировой войны, во время оккупации Греции странами «оси», принимала активное участие в национальном движении Сопротивления, за что была осуждена итальянскими властями и находилась в тюрьме.
После окончания Второй мировой войны британские власти признали её заслуги в движении Сопротивления и дали ей стипендию, а также работу в Лондоне в созданном в 1947 году при больнице Святой Марии Институте Райта-Флеминга (Wright–Fleming Institute of Microbiology), который возглавил микробиолог Александр Флеминг, лауреат Нобелевской премии по физиологии или медицине за 1945 год.
В 1949 году вернулась в Афины и стала работать в больнице «Эвангелизмос».
9 апреля 1953 года вышла замуж за Александра Флеминга, но овдовела меньше, чем через два года.
В 1963 году вернулась в Грецию. Помогла вместе с Роланом Бартом писателю Периклису Коровесису и актрисе Китти Арсени покинуть страну при режиме полковников и подать жалобу в Европейскую комиссию по правам человека на пытки в стране.
31 августа 1971 года была арестована. Её обвинили в попытке устроить побег Александроса Панагулиса, приговорённого к смертной казни. Она подвергалась в специальном следственном центре греческой военной полиции (ЭСА) пыткам и издевательствам, принуждалась к признанию себя виновной в том, что она (беспартийная) является руководителем подпольной коммунистической организации, готовит террористические акты и организует заговоры. Её принуждали к оговору в подобных преступлениях и других невиновных людей. Истязателей она спросила возмущённо: «Как можно относиться к власти, которая доводит людей до сумасшествия, лжёт, клевещет, устраивает провокации?». В отместку за это она была лишена сна, подвергалась воздействию путем пыток в её присутствии других заключенных. Всё Амалия Флеминг выдержала, а затем решительно отказалась подписать заявление, в котором содержалось фантастическое, по её выражению, нагромождение лжи на коммунистов Греции. Она была приговорена к 16 месяцам заключения. В результате международной борьбы за её освобождение 15 ноября 1971 года она была по состоянию здоровья  освобождена из тюрьмы, но при этом лишена греческого гражданства и выслана из страны.
Работала в Лондоне в газете «Катимерини» вместе с Мелиной Меркури и Элени Влаху, выступая против господствовавшего в Греции режима чёрных полковников.
В 1974 году, после падения хунты, Амалия Флеминг вернулась В Грецию, где присоединилась к Всегреческому социалистическому движению и трижды избиралась в парламент: в 1977, 1981 и 1985 годах. В 1985 году после публичного конфликта с премьер-министром Андреасом Папандреу ушла из политики.
Была членом нескольких правозащитных организаций, в том числе Amnesty International, Democratic Concern и Human Rights Union. Инициировала и финансировала создание греческого Фонда фундаментальных биологических исследований «Александр Флеминг» (1965), который позже был преобразован в государственный медико-биологический научный центр, участвующий в научно-исследовательских работах, включающих иммунологию, молекулярную биологию, генетику и молекулярную онкологию.
Амалия Флеминг скончалась 26 февраля 1986 года в Афинах. В этом же году одна из больниц Афин была названа в её честь, в настоящее время она известна как больница «Сисманоглио — Амалия Флеминг» (Γενικό Νοσοκομείο Αττικής «Σισμανογλειο - Αμαλια Φλεμιγκ»).